# Алма-Атинская агломерация
Алматинская агломерация — крупнейшая городская агломерация Казахстана. Сформировалась в период существования СССР, хотя на момент его распада учёными классифицировалась как «слаборазвитая», наряду с Карагандинской, Николаевско-Херсонской и Кишинёвской. В регионе Центральной Азии и Казахстана Алматинская агломерация занимает второе место после ташкентской агломерации. Особенностью пространственного роста агломерации является её прямоугольная конфигурация: агломерация растёт на запад, север и восток, так как на юге она ограничена высокогорным хребтом Заилийский Алатау, по которому проходит граница с Кыргызстан. Ядром агломерации является один из трёх городов республиканского значения — Алматы, население которого по данным на 1 апреля 2016 года составляло 1 716 779 человек. Общее же население агломерации на 1 января 2015 года составило 2 460,4 тыс. чел.. Перед агломерацией довольно остро стоит проблема незарегистрированной иммиграции и, как следствие, проблема самозахвата ценных пахотных земель, окружающих населённые пункты агломерации. Население агломерации увеличивается также и за счёт довольно значительного естественного прироста, создавая проблему перенаселённости и нехватки водных ресурсов.

## География
Площадь Алма-Атинской агломерации составляет 9,4 тыс. км² или 4,3 % территории области. В состав агломерации входят: 46 населённых пунктов Енбекшиказахского района, 14 населённых пунктов Жамбылского района, 29 населённых пунктов Илийского района, 47 населённых пунктов Карасайского района, 46 населённых пунктов Талгарского района, 5 населённых пунктов г. Конаев, земли которых регулярно передаются в ведение самой Алматы, которая формально не входит в состав Алматинской области.
Основные города-спутники в западном направлении — село Узынагаш, город Каскелен, село Шамалган, индустриальная зона Казбек-Бек; в северном — село Отеген-Батыр, город Алатау, город Конаев, туристский центр Жана-Иле; в восточном — город Талгар, город Есик, село Тургень, село Байдибек бия, село Шелек. Большинство из них разрослись в результате перенаселения и превратились фактически в спальные районы Алма-Аты. В них наблюдается проблема создания рабочих мест, а потому их население ориентировано на рынок труда Алма-Аты.
На территории Алматинской агломерации планируется строительство новых городов-спутников на территории СЭЗ «Жана Алматы». Это города-спутники: Gate-City, Golden-City, Growing-City и Green-City . Расположенных вдоль республиканской трассы Алма-Ата — Усть-Каменогорск на участке Алма-Ата — Конаев.
По данным схемы, составленной ТОО Алматыгипрогор—1, наиболее интенсивно в агломерационные процессы вовлечены населённые пункты к востоку от Алма-Аты: так поселения вдоль Талгарского тракта фактически уже к концу 1980-х годов образовали полосу сплошной застройки от Алма-Аты до посёлка Тургень.

## Экономический потенциал и развитие
План развития Алматинской агломерации предполагает в первую очередь дальнейшее усиление роли её торгово-логистического и финансового потенциала. Не менее важным является и уже существующий инновационный кластер на базе ПИТ «Алатау». В научно-исследовательском плане агломерация имеет поддержку в лице нескольких крупнейших университетов. Является центром туризма и спорта для всего региона Центральной Азии.
По данным Департаментов статистики Алматы и Алматинской области анализ структуры основного синтетического показателя развития региона свидетельствует о том, что Алматы постепенно переходит на постиндустриальный этап развития, который характеризуется коренным изменением «специализации» города. Факт, что 70 % ВРП приходится на сферу услуг, включая торговлю, и лишь 6,2 % — на промышленность, характеризует город как сервисный центр республики. Основу промышленного потенциала Алматы составляют несколько системообразующих предприятий, в частности, отрасль машиностроения представляют: АО «Алматинский завод тяжёлого машиностроения», АО «Ырысты» — Алматинский электровагоноремонтный завод, ТОО «Белкамит» — машиностроительный завод. Предприятиями обрабатывающей промышленности являются: ТОО «Хлебобулочный комбинат Аксай» — производство продуктов питания, ТОО «Raimbek-Bottlers», АО «Бахус» — производство напитков, АО «Рахат» — производство кондитерских изделий. Промышленность районов, входящих в состав агломерации, специализируется в основном на производстве и переработке овощей и фруктов, переработке молока и мяса птицы, в виноделии.
Наличие ценных видов земельных ресурсов в горностепной полосе благоприятствует развитию растениеводству. В периферийной зоне агломерации есть все предпосылки для дальнейшего развития садоводства, виноградарства, возделывания овощных, зерновых и технических культур, молочного скотоводства. Наряду с этим положительными факторами развития аграрного сектора агломерации является наличие значительных площадей орошаемых сельскохозяйственных угодий и водных источников. Немаловажную роль играют высокий растущий спрос на сельскохозяйственную продукцию и территориальная близость крупнейшего в стране регионального потребительского рынка — города Алматы. Важным проектом развития промышленности пригородной зоны можно назвать отраслевой проект «Развитие продовольственного пояса вокруг Алматы», который предусматривает создание современных откормочных и молочных комплексов, развитие сети предприятий по переработке, строительство тепличных комплексов, плодо- и овощехранилищ, закладку фруктовых садов и виноградников. Жители Алма-Аты потребляют в год только продовольствия на сумму около 2,5 млрд долл. США. Алматинская область покрывает этот объём продовольствия лишь на 40 %, а остальное приходится на импорт либо на поставки из других регионов республики.
Основные промышленные предприятия за пределами Алматы размещены в близлежащих к городу населённых пунктах. Следует отметить, что практически во всех более или менее крупных населённых пунктах расположены небольшие предприятия электротеплоснабжения, работающие, как правило, на угле. Кроме этого, в них размещены предприятия, относящиеся в основном к лёгкой и пищевой промышленности. Так, в Талгаре находятся кошмяноваляльная и швейная фабрики. В селе Каргалы Жамбылского района расположен Каргалинский суконный комбинат, в пос. Боралдай Илийского района размещены различные ремонтно-механические предприятия, сахарный и кирпичный заводы, завод по производству строительного камня. В Капшагае среди объектов, влияющих на загрязнение воздуха, можно выделить фарфоровый завод. В Каскелене Карасайского района — кирпичный завод. В целом, в пригородной зоне насчитывается свыше 100 предприятий, которые относятся к пищевой, лёгкой промышленности и строительной индустрии.
По территории агломерации проходят два из пяти международных транспортных коридоров, сформированных на основе существующей в республике сети железных дорог:
Южный коридор — Трансазиатская железнодорожная магистраль (ТАЖМ): Юго-Восточная Европа — Китай и Юго-Восточная Азия через Турцию, Иран, страны Центральной Азии и Казахстан (на участке Достык — Актогай — Алма-Ата — Шу — Арысь — Сарыагаш);
ТРАСЕКА (Евроазиатский транспортный коридор): Восточная Европа — Центральная Азия, через Чёрное море, Кавказ и Каспийское море (на участке Достык — Алматы — Актау).
Кроме того, по территории Алматинской агломерации проходят следующие автотранспортные коридоры: Алматы — Караганды — Астана — Петропавловск; Ташкент — Шымкент — Тараз — Бишкек — Алматы — Хоргос; Западная Европа — Западный Китай (железнодорожная ветка Жетыген — Хоргос). Главной проблемой развития транспортной системы на территории агломерации является отсутствие современных систем скоростного городского и пригородного пассажирского транспорта, таких как легкорельсовый транспорт (ЛРТ) и системы скоростных автобусных перевозок (BRT), обладающих большой провозной способностью. В пригородных направлениях отсутствует альтернатива автомобильному транспорту, не удовлетворяющему потребности существующих объёмов пассажирских перевозок. Причинами, препятствующими развитию автомобильного транспорта агломерации, являются существующая дорожная инфраструктура, потеря несущего дорожного покрытия на дорогах областного и районного значения. Международный аэропорт Алма-Ата, расположенный на городской территории, служит причиной нарушения шумовых и экологических нормативных требований.
Антропогенную нагрузку на окружающую среду на территории Алматинской агломерации оказывают ежегодные поступления вредных веществ в атмосферу воздуха от передвижных и стационарных источников загрязнения, накопление твёрдых бытовых и производственных отходов. На территории Алматинской агломерации отсутствуют оборудованные полигоны твёрдых бытовых отходов (ТБО), а имеющиеся де-факто являются несанкционированными свалками. В связи с этим ТБО представляют собой источник загрязнения окружающей среды и вызывает распространение опасных веществ. Однако основная часть выбросов приходится на автомобильный транспорт. Следует отметить, что в Алматы выбросы данного вида источников образуют около 79 % от общей массы.
Процессы урбанизации неразрывно связаны с нарушением экологического баланса региона и, как следствие, ухудшением экологического фона. Качественный уровень экологической дестабилизации природно-территориальных комплексов определяется на основе учёта количества природных компонентов, подверженных в результате антропогенного воздействия различного рода изменениям, определяющим экологическую напряжённость региона. Наибольший уровень экологической дестабилизации на территории Алматинской агломерации отмечается в лесостепных и лесо-лугово-степных ландшафтах среднегорий, степных ландшафтах низкогорий, находящихся под влиянием промышленного производства, разработки месторождений полезных ископаемых.